# Jankowice Rybnickie
Jankowice Rybnickie is een dorp in het Poolse woiwodschap Silezië, in het district Rybnicki. De plaats maakt deel uit van de gemeente Świerklany en telt 3900 inwoners.

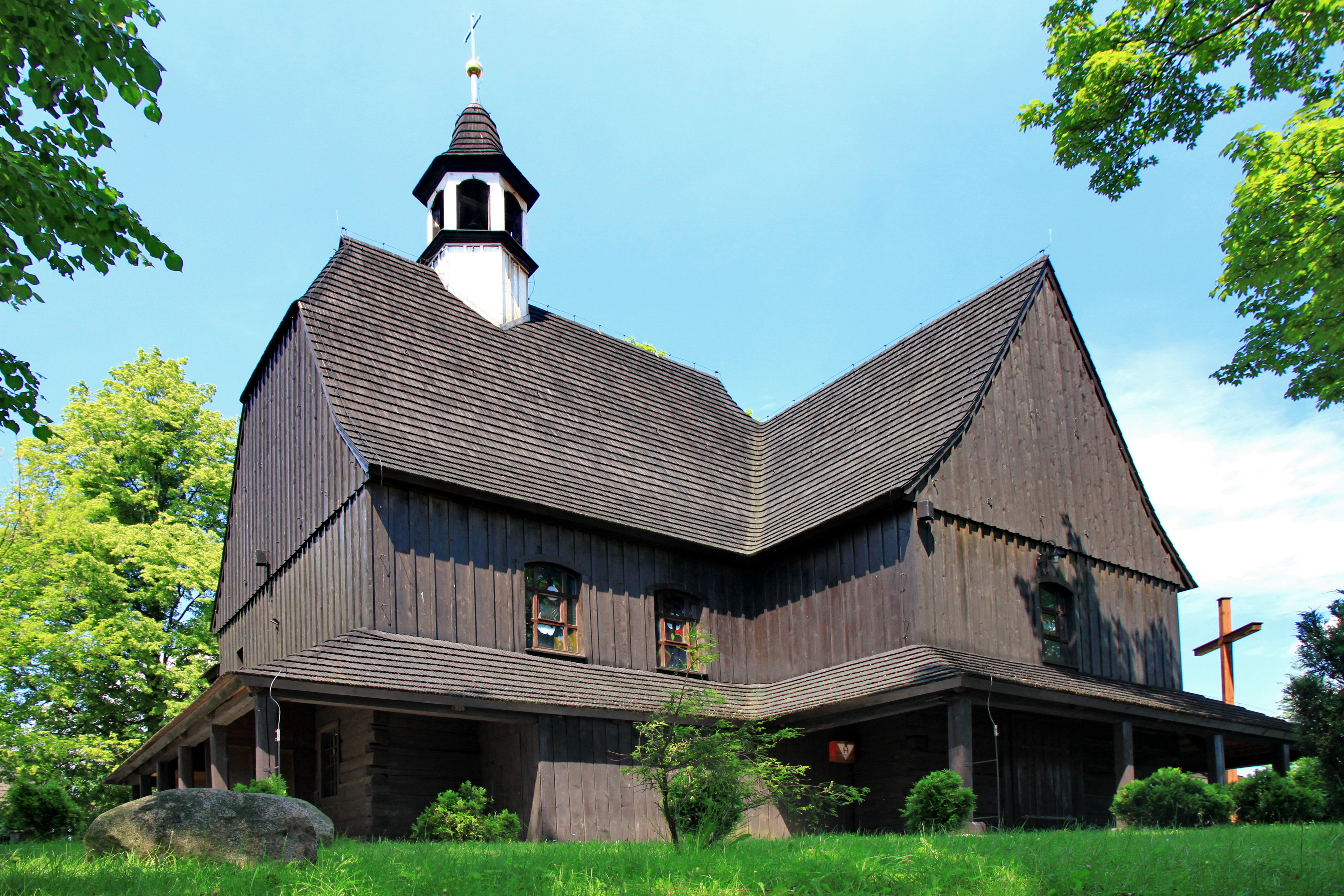
Corpus Christi Kerk